# Chouaib Faidi
Chouaib Faidi (en arabe : شعيب فيضي), né le 10 septembre 1999 à Casablanca (Maroc), est un footballeur marocain jouant au poste d'attaquant au Wydad AC.

## Biographie

### En club
Formé à l'EJS Casablanca, il rejoint le Wydad AC en 2021 et participe régulièrement aux entraînements de l'équipe première. En fin de saison 2021-2022, il figure sur la liste des sélectionnés pour disputer à la Ligue des champions de la CAF, titre que ses coéquipiers remportent sans que Faidi n'ait disputé une seule minute de jeu.
En début de saison 2022-2023, toujours en quête de temps de jeu, il s'entraîne régulièrement avec l'équipe première avant d'être prêté, le 3 septembre 2022, au MC Oujda sous la direction de Nabil Neghiz. Le 17 septembre, il dispute son premier match contre le Fath US, en entrant en jeu à la 71e minute en remplaçant Ali Haroun (match nul, 0-0). Lors de sa première titularisation, le 2 octobre, il inscrit son premier but de la tête grâce à une passe décisive de Yassine Filali (match nul, 1-1). 
Le 26 juin 2024, il atteint les demi-finales de la Coupe du Maroc contre le Raja CA, inscrivant également un but au Stade Adrar d'Agadir (défaite, 4-3),,. Malgré les bonnes performances en Coupe du Maroc, le MC Oujda descend en D2 marocaine.
En juillet 2024, il retourne de prêt au Wydad AC.

## Statistiques
| Saison                | Club                  | Championnat           | Championnat | Championnat | Championnat | Coupe(s) nationale(s) | Coupe(s) nationale(s) | Coupe(s) nationale(s) | Compétition(s) continentale(s) | Compétition(s) continentale(s) | Compétition(s) continentale(s) | Compétition(s) continentale(s) | Total | Total | Total |
| Saison                | Club                  | Division              | M.          | B.          | P.d.        | M.                    | B.                    | P.d.                  | Comp.                          | M.                             | B.                             | P.d.                           | M.    | B.    | P.d.  |
| 2021-2022             | Wydad de Casablanca0  | Botola                | -           | -           | -           | -                     | -                     | -                     | C1                             | -                              | -                              | -                              | 0     | 0     | 0     |
| 2022-2023             | MC Oujda (prêt)       | Botola                | 14          | 1           | 0           | -                     | -                     | -                     | -                              | -                              | -                              | -                              | 14    | 1     | 0     |
| 2023-2024             | MC Oujda (prêt)       | Botola                | 26          | 3           | 1           | -                     | -                     | -                     | -                              | -                              | -                              | -                              | 26    | 3     | 1     |
| 2024-2025             | Wydad de Casablanca0  | Botola                | -           | -           | -           | -                     | -                     | -                     | C1                             | -                              | -                              | -                              | 0     | 0     | 0     |
| Sous-total            | Sous-total            | Sous-total            | 40          | 4           | 1           | -                     | -                     | -                     | -                              | -                              | -                              | -                              | 40    | 4     | 1     |
| Total sur la carrière | Total sur la carrière | Total sur la carrière | 40          | 4           | 1           | -                     | -                     | -                     | -                              | -                              | -                              | -                              | 40    | 4     | 1     |

## Palmarès

### En club
Wydad AC
- Ligue des champions de la CAF
  - Vainqueur : 2022[10]
- Coupe du Maroc
  - Finaliste : 2021

### Distinctions individuelles
- 2024 : Meilleur dribbleur de la Botola Pro lors de la saison 2023-2024[11].